# 紅尾碧蝽
紅尾碧蝽（學名：Palomena prasina）是一種在欧洲普及很广的椿象。它們背面呈中綠色，並沒有明顯的斑紋。它們在英國非常普遍，棲息在多種環境，包括花園等。在遇到危险的情况下它们会释放一种臭气非常强、粘在皮肤上的分泌物，这种分泌物能够在一些人皮肤上导致过敏反应。

## 外貌
年轻的成虫长12至15毫米，呈带有绿色的棕色至黄铜色。过冬后成淡绿色，体表被小坑，看上去非常粗糙。腿棕色，翅膀的边缘有不规则的黄色。

## 发育
紅尾碧蝽以成虫过冬。初夏交配产卵。每只母虫可以产至100枚卵。幼虫发育经历多个阶段，在这些不同阶段中它们的颜色呈浅棕色、黑色、绿黑色等不同。九月成虫。
幼虫期紅尾碧蝽和它们的同母兄弟姊妹们组成一个集合。在危险情况下通过信息素消散，但是危险过后又会通过信息素集合。

## 食物
一般紅尾碧蝽可以在阔叶树和灌木上看到。它们最喜欢吃的植物是椴树和桤木属树木，此外还有蕁麻。台灣則以欖仁樹、七里香科等常見，且「蟲多勢眾」，故被視為害蟲。

## 分布
紅尾碧蝽在整个欧洲到北纬63度的地方均有出现。

## 外部連結
- Species account: Green Shieldbug （页面存档备份，存于）
- ARKive